# Leibniz-Institut zur Analyse des Biodiversitätswandels
Das Leibniz-Institut zur Analyse des Biodiversitätswandels (LIB) zählt zur Gruppe der acht großen Forschungsmuseen der Leibniz-Gemeinschaft. Es setzt sich aus dem Museum der Natur Hamburg, ehemals Centrum für Naturkunde (CeNak) der Universität Hamburg, und dem Museum Koenig Bonn, ehemals Zoologisches Forschungsmuseum Alexander Koenig – Leibniz-Institut für Biodiversität der Tiere (ZFMK), zusammen.

## Organisation
Generaldirektor des LIB ist Bernhard Misof, er ist mit dem kfm. Geschäftsführer Teil der Generaldirektion. Vorsitzender des Stiftungsrats ist Michael H. Wappelhorst vom Ministerium für Kultur und Wissenschaft des Landes Nordrhein-Westfalen. Des Weiteren besteht die Organisation des Institut aus einem wissenschaftlichen Beirats, dem Direktionsstab, verschiedenen Gremien, der LIB International Graduate School sowie einem Frauennetzwerk, einer Bibliothek, der Administration und dem Direktorium.

## Mission und Vision
Das LIB widmet sich der Erforschung der biologischen Vielfalt und ihrer Veränderung, deren Ergebnisse aufklärend in die breite Gesellschaft getragen werden. Um das Massensterben von Flora und Fauna besser zu verstehen, suchen Wissenschaftler nach Zusammenhängen und Ursachen von – häufig – menschengemachten Veränderungen. Das Ziel ist, Lösungen für den Erhalt von Ökosystemen und Arten zu entwickeln, um die Grundlage jetzigen Lebens zu erhalten. Der Dialog mit der Gesellschaft unter Berücksichtigung des fortlaufende Wandel spielt hierbei eine entscheidende Rolle.
Die Vision des Instituts ist es, die Zukunft unserer Erde durch herausragende Biodiversitätsforschung und Wissenstransfer lokal und global mitzugestalten.

## Forschung
Am LIB dokumentieren Wissenschaftler die Vielfalt der Arten und untersuchen deren Veränderung mit und in ihrer Lebensumwelt. Dabei rekonstruieren sie die Entwicklung der Fauna und erforschen Art und Umfang des anthropogenen Einflusses. Für ihre Analysen greifen Forschende auf eine 15 Millionen Objekte umfassende wissenschaftliche Sammlungen zurück, die sie kontinuierlich erweitern.
Das LIB strukturiert seine Arbeitsaufgaben in vier Zentren, die miteinander vernetzt sind:
- Zentrum für Taxonomie und Morphologie: Neben taxonomischer und morphologischer Forschung stehen evolutionsbiologische Fragestellungen im Vordergrund der Forschung der Wissenschaftler und deren Arbeitsgruppen. Dabei analysieren sie die Entstehung von Arten, ihre Stammesgeschichte und Klassifizierung sowie ihre Anpassung an die Umwelt.
- Zentrum für molekulare Biodiversitätsforschung: Die Analyse vollständig sequenzierter Genome soll in Zukunft eine fundamentale Rolle in der Phylogenetik und Evolutionsbiologie spielen. Die Studienergebnisse und Forschungsmethoden dienen der Darstellung von Abstammungslinien und unterstützen Behörden bei der sicheren Artbestimmung. Das Spektrum der Aufgaben reicht von molekularer Taxonomie und Barcoding, über Forschung zu Artbildungsprozessen und Evolutionärer Genomik bis zu Bioinformatik und zum Biobanking.
- Zentrum für Biodiversitätsmonitoring und Naturschutzforschung: Hier stellen sich Forscher den Herausforderungen des weltweiten Biodiversitätsrückgang. Ihr Aufgabenbereich umfasst Studien zu den Treibern des Biodiversitätswandels – aber auch Technologieentwicklung für ein modernes Monitoring. Die erhobenen Daten werden unter Berücksichtigung aktueller Trends bis hin zur Klimaforschung und Agrar- und Umweltpolitik ausgewertet.
- Zentrum für Wissenstransfer: Das LIB soll gemeinsam mit den anderen Forschungsmuseen der Leibniz-Gemeinschaft zu einem Eckpfeiler der Wissensvermittlung werden. Die Erklärung der Biodiversität, ihres Wandels und Relevanz für die Gesellschaft stehen dabei im Mittelpunkt der Programme und Aktivitäten. Mit Bildungs- und Vermittlungsprogrammen soll in Kooperation mit Schulen, Universitäten und anderen Bildungseinrichtungen das Bewusstsein für die ökologischen Herausforderungen auf dem Planeten gestärkt werden.

## Ausstellungen
Das Museum der Natur Hamburg präsentiert an drei Standorten in Hamburg – aufgeteilt auf die Fachgebiete Zoologie, Geologie-Paläontologie und Mineralogie – Auszüge aus den wissenschaftlichen Sammlungen, die bisher unter dem Namen Centrum für Naturkunde (CeNak) zusammengefasst waren. Ein neues innovatives Naturkundemuseum mit dem vorläufigen Namen „Evolutioneum“ ist am Standort Hamburg in Planung. Eine Standortanalyse von 2022 hat dafür das Baufeld 51 in der HafenCity zwischen Shanghaiallee, Hongkongstraße und Überseeallee vorgeschlagen. 2017 wurde zudem die Stiftung Naturkunde Hamburg gegründet, um das Vorhaben zu unterstützen.
Das von Alexander Koenig im Jahr 1900 in Bonn gegründete Museum Koenig Bonn hat sich von Beginn an der zoologischen Forschung und der Bildung gewidmet. Mit der Grundsteinlegung für das große Haupthaus 1912 und der Eröffnung am 13. Mai 1934 ging für ihn der Lebenstraum von einem großen und bedeutenden Naturkundemuseum in Bonn in Erfüllung. Heute macht das Museum Koenig Bonn unter dem Motto „Unser blauer Planet – Leben im Netzwerk“ auf die Notwendigkeit des Artenschutzes aufmerksam. Die Themen Evolution, Artenvielfalt und Taxonomie erhalten ihren Stellenwert im Kontext der Naturerhaltung – und umgekehrt.